# Nou Barris
Nou Barris és un districte de Barcelona a l'extrem nord de la ciutat, entre la serra de Collserola i l'avinguda Meridiana.

## Barris i demografia

Barris del districte de Nou Barris

Malgrat el seu nom, el districte de Nou Barris es divideix administrativament en tretze barris:
| N.º  | Barri                         | Mapa | Població (2019) | Superfície km² | Densitat hab/km² |
| ---- | ----------------------------- | ---- | --------------- | -------------- | ---------------- |
| 44   | Vilapicina i la Torre Llobeta |      | 25.805          | 0,56           | 45.750           |
| 45   | Porta                         |      | 26.446          | 0,84           | 28.298           |
| 46   | El Turó de la Peira           |      | 15.710          | 0,35           | 47.665           |
| 47   | Can Peguera                   |      | 2.288           | 0,11           | 20.136           |
| 48   | La Guineueta                  |      | 15.361          | 0,61           | 25.075           |
| 49   | Canyelles                     |      | 6.879           | 0,79           | 9.253            |
| 50   | Les Roquetes                  |      | 16.156          | 0,64           | 25.278           |
| 51   | Verdun                        |      | 12.531          | 0,23           | 53.478           |
| 52   | La Prosperitat                |      | 26.785          | 0,59           | 45.042           |
| 53   | La Trinitat Nova              |      | 7.591           | 0,56           | 14.055           |
| 54   | Torre Baró                    |      | 2.914           | 1,76           | 1.231            |
| 55   | Ciutat Meridiana              |      | 10.798          | 0,35           | 30.980           |
| 56   | Vallbona                      |      | 1.405           | 0,59           | 2.261            |
| VIII | Nou Barris                    |      | 170.669         | 7,98           | -                |

A la primera previsió del nou districte de Nou Barris, que a més va coincidir amb l'associació veïnal dels 9 barris, es van agrupar els nou barris originals: La Guineueta, Les Roquetes, Verdun, la Prosperitat, la Trinitat Nova, Trinitat Vella, Torre Baró, Ciutat Meridiana i Vallbona. Posteriorment, La Trinitat Vella es quedà dins del districte de Sant Andreu i La Guineueta es va dividir en dos: la Guineueta i Canyelles. A més, altres barris, tradicionalment més vinculats a Sant Andreu, també es van incorporar al nou districte de Nou Barris que foren: Santa Eulàlia de Vilapicina, la Torre Llobeta, Porta, el Turó de la Peira i Can Peguera. Finalment, els barris de Santa Eulàlia de Vilapicina i la Torre Llobeta es van fusionar en el de Vilapicina i la Torre Llobeta.
Aquests barris, que majoritàriament estan situats en el que històricament constituïen les rodalies dels municipis d'Horta (actual Horta-Guinardó) i Sant Andreu de Palomar (i més tard de Barcelona), van créixer al llarg del segle xx, especialment entre les dècades dels cinquanta, seixanta i setanta del segle xx.

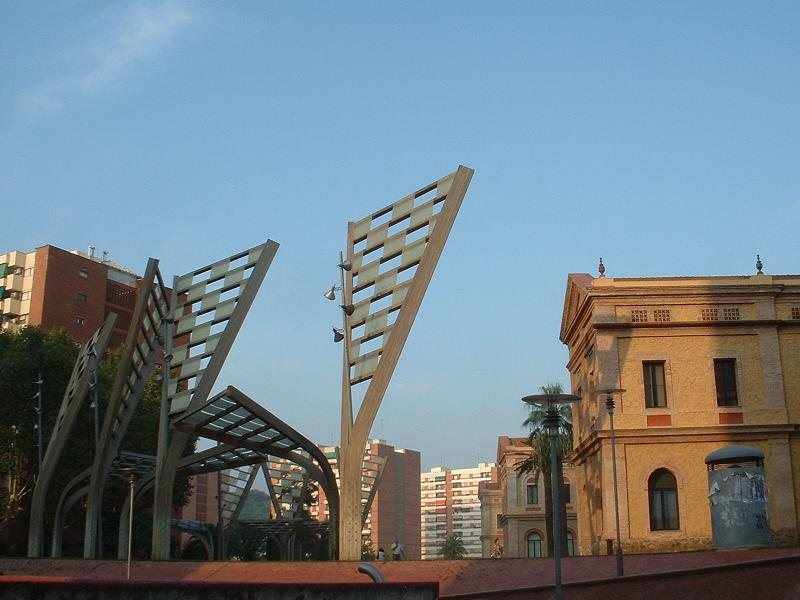
Parc Central de Nou Barris

El 1998 el districte tenia una superfície de 804,1 hectàrees i una població de 168.837 habitants, havent perdut més de vint mil habitants en poc més de set anys. En els darrers anys, el districte ha tornat a ser una de les zones d'acollida del fort corrent immigratori des del 2000, degut al preu relativament més baix de l'habitatge en el districte, transformant la composició ètnica i la xarxa de botigues dels barris. L'any 2009 tenia 169.961 habitants.
Durant la dècada del 1990, la inversió en educació feta la dècada anterior va començar a tenir efecte, i la xifra de població sense estudis al districte va caure del 26,7% (1991) al 23,1% (1996), augmentant espectacularment el nombre de titulats en educació secundària i superior.

## Història

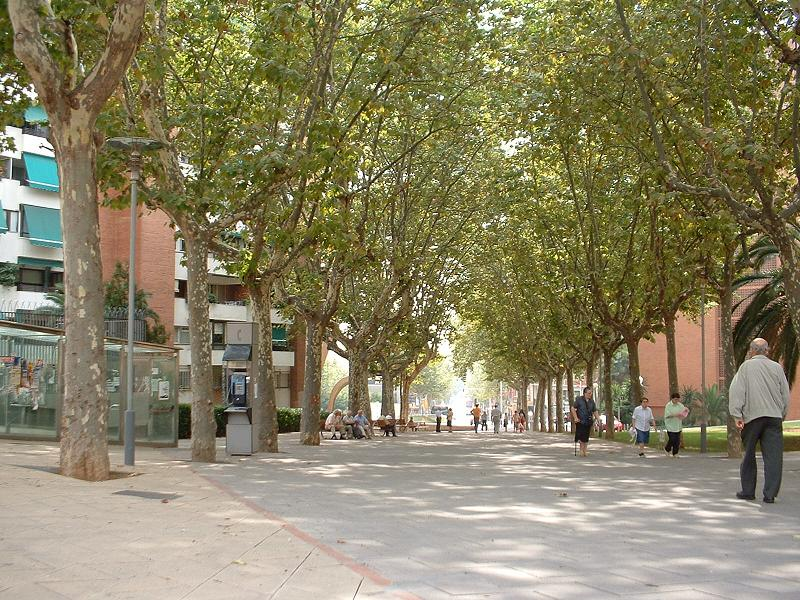
Passeig de Pi i Molist a la vora de la Seu del Districte

Políticament, el districte va viure una forta activitat liderada per les associacions de veïns durant tot el franquisme, en resposta a l'urbanisme desordenat i els desequilibris del desarrollismo de les dècades del 1960 i 1970. Durant la democràcia, el districte ha estat un graner de vots del Partit dels Socialistes de Catalunya, superant habitualment més del cinquanta per cent dels sufragis.
El nom del districte es va posar oficialment el 18 de gener de 1984 quan l'Ajuntament de Barcelona aprovà una nova divisió territorial de la ciutat, usant la denominació de la revista de la primera associació de veïns de la zona a començaments dels anys setanta. Es dona el fet que una part important de Nou Barris estava dins de l'antic Districte 9, juntament amb part de l'actual districte de Sant Andreu. En els primers projectes de divisió de la ciutat en els deu districtes actuals, per a aquest districte es proposava el nom de Ciutat Nord.
Una de les construccions més imponents del districte va ser l'inicialment anomenat Manicomi de la Santa Creu, i conegut més recentment fins al seu tancament en 1986 com Institut Mental de la Santa Creu, l'actual seu del districte. La construcció original projectada pel Dr. Emili Pi i Molist i per l'arquitecte Josep Oriol i Bernadet, va ser un dels més brillants exemples d'arquitectura de manicomi "moral" d'Europa. L'edifici va romandre íntegre fins al 1970 i el seu valor patrimonial era molt major que altres projectes de Josep Oriol i Bernadet com Can Ricart ara en curs de protecció patrimonial. Dissenyat entre 1855 i 1860, la construcció només va començar el 1886 i no va acabar fins al període 1910-1915. Va estar envoltat d'una finca de 120 hectàrees en la qual s'edificarien, després d'un procés especulatiu que es va iniciar el 1955 i va acabar el 1977 el barris de la Guineueta, Canyelles, part de Verdun i la zona de Can Peguera. Àdhuc avui roman la part de muntanya de la finca, coneguda per Can Masdeu. En l'actualitat, l'edifici està en ús per l'Arxiu Municipal del Districte de Nou Barris, el Consell Municipal del Districte de Nou Barris i la Biblioteca Popular de Nou Barris, una de les més grans de la ciutat.

## Vida associativa
La vida associativa al barri és molt àmplia. Hi ha moltes associacions per posar en comú els ideals i donar suport al barri, mitjançant projectes  que pretenen millorar-lo a través de la cultura. Cadascuna de les associacions està formada per ciutadans agrupats en centres cívics i altres entitats que ofereixen activitats al públic.
Hi destaca, com a principal símbol de cultura del barri, l'Ateneu Popular, situat al barri de Roquetes. Antigament l'edifici era una fàbrica asfàltica, la qual va ser ocupada per un grup de veïns, ja que perjudicava el benestar dels ciutadans l'any 1977. Durant els anys s'ha convertit en un espai cultural on es duen a terme diferents activitats de circ, teatre, espectacles, concerts i exposicions, entre d'altres. També cedeix l'espai per altres companyies. Per exemple ofereix una càmera blindada on guarden el material pirotècnic dels Diables del barri. Tot això és organitzat i dirigit per voluntaris sense ànim de lucre. Respecte al circ social, hi ha uns monitors que fan classes els diferents dies de la setmana, fins que finalment s'exposen per al públic creant espectacles, en el seu teatre o al carrer per a tothom.
Moltes de les altres associacions s'han agrupat formant la plataforma “Nou Barris cabrejada, diu prou!”, on presenten les queixes que tenen envers la situació del barri, i en un manifest postulen els objectius que volen assolir per millorar la qualitat del barri.
El Grup d'Història de Nou Barris, Can Basté, investiga la història del barri i organitza activitats de caràcter cultural, com les visites a l'Institut Mental de la santa Creu, l'actual Seu del Districte, durant les Festes Majors.